# Temasek Holdings
Temasek Holdings là một cơ quan thuộc bộ phận đầu tư của chính phủ Singapore và thuộc 100% sở hữu của Bộ Tài chính Singapore. Tổng giám đốc điều hành là bà Ho Ching, vợ của đương kim Thủ tướng kiêm Bộ trưởng Tài chính Singapore Lý Hiển Long.

## Lịch sử
Đầu thập niên 1960, chính phủ Singapore đã mua cổ phiếu ở một loạt các công ty địa phương trong những lĩnh vực như chế tạo và đóng tàu. Trước khi thành lập Temasek Holdings năm 1974, các cổ phần này do Bộ Tài chính nắm giữ (Bộ này vẫn là cổ đông duy nhất của Temasek)
Ngoài Temasek, Chính phủ Singapore có một nhánh đầu tư khác là Government Investment Corporation (GIC), đầu tư chủ yếu bằng dự trữ ngoại tệ của chính phủ.
Bà Ho Ching đã được bổ nhiệm làm tổng giám đốc điều hành của Temasek Holdings năm 2002. Bà là vợ thứ hai của Lý Hiển Long, người trở thành thủ tướng của Singapore năm 2004.

## Hoạt động đầu tư
Đến năm 2004, tổ chức này đã nắm giữ cổ phần trong nhiều công ty lớn nhất Singapore, như SingTel, DBS Bank, Singapore Airlines, PSA International, SMRT Corporation, Singapore Power và Neptune Orient Lines. Temasek cũng nắm giữ vốn đầu tư trong các hình tượng công chúng như Raffles Hotel và Singapore Zoo. Temasek cũng nắm giữ cổ phần trong Singapore Pools, công ty cá độ duy nhất ở Singapore. Vào ngày 4 tháng 10 năm 2004, Temasek đã thông báo sẽ đóng cửa trụ sở kinh doanh của Singapore Technologies và chuyển tài sản của đơn vị này sang cho mình.
Khoảng một nửa tài sản do tổ chức này nắm giữ nằm ngoài Singapore, bao gồm cổ phiếu trong các công ty viễn thông như Telekom Malaysia. Temasek cũng nắm giữ cổ phiếu trong các định chế tài chính nước ngoài như PT Bank Danamon ở Indonesia và NIB Bank ở Pakistan. Các công ty có liên hệ với Temasek (TLCs) cũng giữ một danh sách vốn đầu tư rộng rãi toàn cầu, như quyền sở hữu của SingTel đối với công ty viễn thông Australia Optus.
Khoảng 75% cổ phần mà Temasek nắm giữ ở trong Singapore, tổ chức này đang đặt ra mục tiêu cuối cùng giảm tỷ lệ này cho 1/3. 1/3 nữa sẽ được đầu tư vào các thị trường đã phát triển và 1/3 còn lại dự kiến đầu tư vào các nền kinh tế đang phát triển. Theo Blooberg, Temasek Holdings có tài sản trị giá 65 tỷ USD.
Hiện nay Temasek Holdings đang nhằm đến mục tiêu đi vào thị trường NBFC ở Ấn Độ và đang nhằm đến SME và trực tiếp đến tín dụng tiêu dùng. Temasek đã khởi đầu một văn phòng ở Mumbai bằng cách bắt đầu một công ty con sở hữu 100% có tên gọi First India Credit Ltd.
Tài chính & Ngân hàng
- DBS Bank (28% as of 2004)
- PT Bank Danamon Indonesia (link) (56%)
- Bank Internasional Indonesia (link Lưu trữ ngày 28 tháng 2 năm 2008 tại Wayback Machine) (28%)
- Hana Financial (9.99%)
- ICICI Bank (9% as of 2004)
- Fullerton Fund Management
- China Minsheng Banking Corporation
- China Construction Bank (5.1%) (1/7/05)
- Bank of China (4.765% từ tháng 6 năm 2006)
- NIB Bank Pakistan (72.6%) (7/7/05)
- Standard Chartered Bank (11.55%) (28/03/06)

Viễn thông & Truyền thông
- MediaCorp (100% as of 2004)
- Singapore Press Holdings
- Singapore Telecommunications (63% as of 2004)
- Shin Corporation (more than 95% as of April 2006 via Cedar Holding and Aspen Holding(link Lưu trữ ngày 13 tháng 5 năm 2008 tại Wayback Machine Lưu trữ ngày 30 tháng 5 năm 2007 tại Wayback Machine)
- ST Telemedia (link Lưu trữ ngày 12 tháng 10 năm 2003 tại Wayback Machine)
- Telekom Malaysia (5% as of 2004)
- TeleSystem (2.6%)

Đa ngành
- Singapore Technologies (link Lưu trữ ngày 29 tháng 8 năm 2005 tại Wayback Machine)
- Keppel Corporation
- SembCorp Industries

Giao thông & Hậu cần
- PSA International (100% đến 2004)
- SIA (57% đến 2004)
- Jetstar Asia Airways (19% đến 2004)
- Tiger Airways (11% as of 2003)
- SpiceJet
- Neptune Orient Lines (68% đến 2004)
- SMRT Corporation (54,8% đến 2005)
- SembCorp Logistics

Bất động sản
- CapitaLand (44,5% as of 2005)
- Mapletree Investments (link)
- Keppel Land (link Lưu trữ ngày 23 tháng 12 năm 2007 tại Wayback Machine)
- The Ascott Group (link)
- Raffles Holdings

Hạ tầng & Kỹ thuật
- Keppel Offshore and Marine
- Singapore Technologies Engineering
- SembCorp Marine

Tiện ích năng lượng
- Singapore Power
- PowerSeraya (link)
- Senoko Power (link Lưu trữ ngày 17 tháng 10 năm 2007 tại Wayback Machine)
- Tuas Power (link Lưu trữ ngày 5 tháng 2 năm 2007 tại Wayback Machine)
- Sembcorp Utilities
- City Gas
- Gas Supply
- China Power

Khác
- Chartered Semiconductor Manufacturing
- STATS ChipPAC (link Lưu trữ ngày 8 tháng 5 năm 2008 tại Wayback Machine)
- Wildlife Reserves Singapore (link Lưu trữ ngày 29 tháng 12 năm 2017 tại Wayback Machine)
- Aetos Security Management
- MPlant (14,73%)
- Mahindra & Mahindra (4,7%)(2005)
- Amtel Holland Holdings (đầu tư US$70 triệu)(8/7/05)

Pharmaceuticals
- Quintiles (16% đến 2004)
- Matrix Laboratories (14% đến 2004)

Nguồn: Temasek Holdings